# Escles-Saint-Pierre
Escles-Saint-Pierre è un comune francese di 142 abitanti situato nel dipartimento dell'Oise della regione dell'Alta Francia.

## Società

### Evoluzione demografica
Abitanti censiti